# Rannaküla (Hanila)
Rannaküla – wieś w Estonii, w prowincji Lääne, w gminie Hanila.